# バルアン島
バルアン島（英語: Baluan Island）はパプアニューギニアのアドミラルティ諸島の最南部に位置する島である。所属する自治体はマヌス州で、アドミラル諸島の小諸島であるパム諸島属している。島はマヌス島から南東に38kmの位置にあり、北西にはロウ島が存在する。島体は死火山であり、島の山頂部には大きな火口を見ることが出来る。島は熱帯雨林に覆われており、島の回りは珊瑚礁になっている。
住民は島内の北部に居住しており、島内の主要な生業は魚と火山土壌で育つ野菜の生産などで、島内に住む鳥類をモチーフにした木彫りなども生産している。
最も有名なバルアン島の人物はSir Paliau Moloatで、1964年にマヌス州の初の議会議員として選ばれ、1991年に死去し島内で埋葬されている。

## 註
1. ↑  “マヌス州”.   パプアニューギニア政府観光局. 2014年8月3日閲覧。